# برج دوقلوی شاپورآباد
برج دوقلوی شاپورآباد مربوط به دوره قاجار است و در شهرستان برخوار و میمه، بخش برخوار، دهستان برخوارمرکزی، روستای شاپور آباد، بلوار امام خمینی، کوچه شهریار واقع شده و این اثر در تاریخ ۲۰ اسفند ۱۳۸۵ با شمارهٔ ثبت ۱۸۱۰۷ به‌عنوان یکی از آثار ملی ایران به ثبت رسیده است.